# Nur Masalha
Nur-eldeen (Nur) Masalha (نور مصالحة), né le 4 janvier 1957 en Galilée, est un historien britannique d'origine palestinienne.
Il a étudié à l'université hébraïque de Jérusalem et à l'École des études orientales et africaines de l'université de Londres et est actuellement chercheur au St Mary's College dans le Surrey. Il est le rédacteur en chef de la revue Holy Land Studies publiée par Edinburgh University Press.

## Publications
- The Bible and Zionism: Invented Traditions, Archaeology and Post-Colonialism in Palestine- Israel 	(2007)
- Catastrophe Remembered: Palestine, Israel and the Internal Refugees (2005)
- The Politics Of Denial: Israel and the Palestinian Refugee Problem (2003)
- Imperial Israel And The Palestinians: The Politics of Expansion (2000)
- A Land Without a People (1997)
- An Israeli plan to transfer Galilee's Christians to South America: Yosef Weitz and "Operation Yohanan", 1949-53 (1996)
- Expulsion of the Palestinians: The Concept of "Transfer" in Zionist Political Thought, 1882-1948 	(1992)